# Ein Lied für Luxemburg (1973)
Die deutsche Vorentscheidung zum Eurovision Song Contest 1973 fand unter dem Titel Ein Lied für Luxemburg statt.

## System
Es wurden sechs Interpreten vorausgewählt, die einen Erfolg beim ESC 1973 versprachen.
Die Künstler und die Unterhaltungschefs der einzelnen Anstalten der ARD schlugen gemeinsam 12 Komponisten vor. Diese mussten sich jeweils einen Texter suchen. Komponist und Texter durften nur mit einem Titel teilnehmen.
In diesem Jahr wurden die Beiträge von den Interpreten live gesungen, zusammen mit dem Tanzorchester des Hessischen Rundfunks (HR), dirigiert von Heinz Schönberger. Durch die Sendung führte die Moderatorin Edith Grobleben.
Die Entscheidung über den Siegertitel traf eine Jury von zehn Personen, die je zur Hälfte aus fünf Unterhaltungsexperten des Fernsehens (drei aus Deutschland und zwei aus dem Ausland) und fünf popinteressierten jungen Leuten, die teils beruflich oder zumindest privat eng mit Popmusik verbunden waren, bestand. Jedes Jurymitglied konnte für jedes Lied zwischen einem und fünf Punkten vergeben. Der Jury gehörten an:
| Name                  | Bekannt als |
| --------------------- | --- |
| Horst Wernstedt       | Leitender Redakteur Unterhaltung beim Norddeutschen Rundfunk (NDR) in Hamburg                                       |
| Arturo Caps           | Unterhaltungschef des spanischen Fernsehens TVE                                                                     |
| Hans Hirschmann       | Leiter der Hauptabteilung Unterhaltung im Fernsehen des Südwestfunks (SWF) in Baden-Baden                           |
| Max Ernst             | Unterhaltungschef des Schweizer Fernsehens SRG                                                                      |
| Christian Striegler   | Musikproduzent und Redakteur der Hauptabteilung Unterhaltung im Fernsehen des Westdeutschen Rundfunks (WDR) in Köln |
| Gabriele Rogall       | Schallplattenverkäuferin                                                                                            |
| Dieter Heil           | Bankkaufmann |
| Claudia Dettmer       | Schülerin |
| Gerhard Schneidenbach | Schallplattenverkäufer                                                                                              |
| Alice Cymermann       | Medizinstudentin |

## Teilnehmer
In diesem Jahr waren nur bekannte Schlagerstars für den Vorentscheid zugelassen.
Roberto Blanco, deutscher Schlagersänger mit kubanischer Abstammung, hatte 1972 Erfolge mit Der Puppenspieler von Mexico, Ich komm zurück nach Amarillo und Ein bißchen Spaß muss sein.
Inga & Wolf hatten bereits im Vorjahr mit Gute Nacht, Freunde teilgenommen und den vierten Platz im Vorentscheid erreicht.
Michael Holm war vor allem durch Mendocino und Barfuß im Regen bekannt.
Cindy & Bert hatten bis zum Vorentscheid einige Hits, darunter die (psychedelischere) Coverversion von Black Sabbaths Paranoid.
Tonia war zum Zeitpunkt des Vorentscheides die bislang erfolgreichste Sängerin für ihr Heimatland Belgien. Sie erreichte beim Eurovision Song Contest 1966 in Luxemburg mit dem Titel Un peu de poivre, un peu de sel mit 14 Punkten den 4. Platz.
Gitte war als Sängerin etabliert. Sie gewann 1963 die Deutschen Schlager-Festspiele von Baden-Baden mit Ich will ’nen Cowboy als Mann, welches ein Nr.-1-Hit wurde.

### Platzierungen
| Platz | Startnr. | Interpret      | Titel (Musik/Text)                                             | Punkte |
| ----- | -------- | -------------- | -------------------------------------------------------------- | ------ |
| 01.   | 05       | Gitte          | Junger Tag (Günther-Eric Thöner / Stephan Lego)                | 040    |
| 02.   | 08       | Tonia          | Sebastian (Heinz Kiessling / Carl J. Schäuble)                 | 039    |
| 03.   | 09       | Inga & Wolf    | Schreib ein Lied (Wolfgang "Schobert" Schulz)                  | 036    |
| 04.   | 04       | Roberto Blanco | Ich bin ein glücklicher Mann (Christian Bruhn / Günter Loose)  | 034    |
| 05.   | 11.      | Gitte          | Hallo, wie geht es Robert? (Georg Moslener / Walter Maidorn)   | 033    |
| 06.   | 03       | Inga & Wolf    | Manchmal (Wolfgang Preuß (Wolf))                               | 032    |
| 07.   | 02       | Tonia          | Mir gefällt diese Welt (Ralf Arnie / Fred Weyrich)             | 029    |
| 08.   | 06       | Cindy & Bert   | Wohin soll ich gehen? (Klaus Munro)                            | 026    |
| 09.   | 01       | Michael Holm   | Das Beste an Dir (Michael Holm)                                | 025    |
| 09.   | 12       | Cindy & Bert   | Zwei Menschen und ein Weg (Werner Scharfenberger / Kurt Feltz) | 025    |
| 11.   | 10       | Roberto Blanco | Au revoir, auf Wiedersehen (Karl Götz / Kurt Hertha)           | 024    |
| 12.   | 07       | Michael Holm   | Glaub daran (Wolfgang Rödelberger / Walter Buschor)            | 019    |

### Endergebnisübersicht nach Jurywertung 1973
| Platz | Lied                                                           | Alice Cymermann | Gerhard Schneidenbach | Claudia Dettmer | Dieter Heil | Gabriele Rogall | Christian Striegler | Max Ernst | Hans Hirschmann | Arturo Caps | Horst Wernstedt | Punkte |
| ----- | -------------------------------------------------------------- | --------------- | --------------------- | --------------- | ----------- | --------------- | ------------------- | --------- | --------------- | ----------- | --------------- | ------ |
| 01.   | Junger Tag (Günther-Eric Thöner / Stephan Lego)                | 4               | 2                     | 5               | 4           | 3               | 3                   | 5         | 5               | 5           | 4               | 40     |
| 02.   | Sebastian (Heinz Kiessling / Carl J. Schäuble)                 | 4               | 2                     | 2               | 4           | 5               | 5                   | 4         | 4               | 4           | 5               | 39     |
| 03.   | Schreib ein Lied (Wolfgang "Schobert" Schulz)                  | 4               | 4                     | 3               | 3           | 3               | 4                   | 3         | 5               | 3           | 4               | 36     |
| 04.   | Ich bin ein glücklicher Mann (Christian Bruhn / Günter Loose)  | 4               | 1                     | 2               | 3           | 4               | 4                   | 4         | 3               | 5           | 4               | 34     |
| 05.   | Hallo, wie geht es Robert? (Georg Moslener / Walter Maidorn)   | 5               | 1                     | 5               | 5           | 4               | 4                   | 2         | 2               | 3           | 2               | 33     |
| 06.   | Manchmal (Wolfgang Preuß (Wolf))                               | 2               | 3                     | 4               | 4           | 3               | 3                   | 4         | 3               | 3           | 3               | 32     |
| 07.   | Mir gefällt diese Welt (Ralf Arnie / Fred Weyrich)             | 3               | 2                     | 3               | 3           | 4               | 4                   | 3         | 2               | 2           | 3               | 29     |
| 08.   | Wohin soll ich gehen? (Klaus Munro)                            | 3               | 1                     | 3               | 2           | 2               | 4                   | 3         | 2               | 3           | 3               | 26     |
| 09.   | Das Beste an Dir (Michael Holm)                                | 2               | 1                     | 3               | 2           | 3               | 3                   | 2         | 3               | 3           | 3               | 25     |
| 09.   | Zwei Menschen und ein Weg (Werner Scharfenberger / Kurt Feltz) | 3               | 1                     | 4               | 2           | 3               | 3                   | 2         | 2               | 3           | 2               | 25     |
| 11.   | Au revoir, auf Wiedersehen (Karl Götz / Kurt Hertha)           | 2               | 1                     | 3               | 3           | 3               | 2                   | 3         | 2               | 3           | 2               | 24     |
| 12.   | Glaub daran (Wolfgang Rödelberger / Walter Buschor)            | 2               | 1                     | 1               | 1           | 2               | 4                   | 2         | 2               | 2           | 2               | 19     |

Jedes Jurymitglied konnte jedem Titel auf einer Skala von 1 bis 5 bestenfalls 5 Punkte als Höchstwert und noch einen Punkt als niedrigsten Wert vergeben. Damit hätte ein Titel in der Endsumme im ungünstigsten Fall mindestens 10 und im besten Fall bis zu 50 Punkten erreichen können.

## Trivia
Die fünf Laien votierten am höchsten für Hallo, wie geht es Robert? von Gitte. Bei den Experten waren punktgleich Junger Tag von Gitte und Sebastian von Tonia vorne.
Als Pausen-Acts traten das tanzende Ehepaar Mechthild und Rudolf Trautz und der Zauberer Marvelli auf.